# Ťin-chua
Ťin-chua (čínsky pchin-jinem Jīnhuá, znaky 金华) je městská prefektura v Čínské lidové republice, kde patří do provincie Če-ťiang.
Celá prefektura má rozlohu 10 935 čtverečních kilometrů a v roce 2000 zde žilo přes čtyři a půl milionu obyvatel, v roce 2020 pak přes sedm milionů obyvatel.

## Poloha
Ťin-chua leží ve středu provincie Če-ťiang ve Východní Číně. Na severu hraničí s Chang-čou, hlavním městem provincie, na jihozápadě s Čchü-čou, na jihu s Li-šuejem, na východě s Tchaj-čou a na severovýchodě s Šao-singem.

## Administrativní členění
Ťin-chua se člení na devět celků na okresní úrovni, a sice dva městské obvody – Wu-čcheng a Ťin-tung, čtyři městské okresy – Lan-si, Jung-kchang, I-wu a Tung-jang a tři okresy – Wu-i, Pchu-ťiang a Pchan-an.
| Wu-čcheng Ťin-tung okres · Wu-i okres · Pchu-ťiang okres · Pchan-an městský okres · Lan-si městský okres · I-wu městský okres · Tung-jang městský okres · Jung-kchang |        |                       |                       |                    |                                  |
| Název | Název  | Počet obyvatel (2010) | Počet obyvatel (2020) | Rozloha km² (2020) | Hustota zalidnění (obyv. na km²) |
| český přepis | znaky  | Počet obyvatel (2010) | Počet obyvatel (2020) | Rozloha km² (2020) | Hustota zalidnění (obyv. na km²) |
| Městské obvody |        |                       |                       |                    |                                  |
| Wu-čcheng | 婺城区 | 761 662               | 957 055               | 1 392              | 688                              |
| Ťin-tung | 金东区 | 315 583               | 506 935               | 658                | 771                              |
| Městské okresy |        |                       |                       |                    |                                  |
| Lan-si | 兰溪市 | 560 514               | 574 801               | 1 312              | 438                              |
| Jung-kchang | 永康市 | 723 490               | 964 203               | 1 047              | 921                              |
| I-wu | 义乌市 | 1 234 015             | 1 859 390             | 1 104              | 1 684                            |
| Tung-jang | 东阳市 | 804 398               | 1 087 950             | 1 747              | 623                              |
| Okresy |        |                       |                       |                    |                                  |
| Wu-i | 武义县 | 349 899               | 462 462               | 1 563              | 296                              |
| Pchu-ťiang | 浦江县 | 437 346               | 460 726               | 916                | 503                              |
| Pchan-an | 磐安县 | 174 665               | 177 161               | 1 195              | 148                              |
| |        |                       |                       |                    |                                  |
| Celkem | Celkem | 5 361 572             | 7 050 683             | 10 935             | 645                              |